# Lukhanyo Am
Lukhanyo Am (* 28. November 1993 in King William’s Town) ist ein südafrikanischer Rugby-Union-Spieler. Er spielt meist als Innendreiviertel (Centre). Mit der südafrikanischen Rugby-Union-Nationalmannschaft gewann er die The Rugby Championship 2019 und wurde 2019 und 2023 zweifacher Weltmeister.

## Jugend
Lukhanyo Am wuchs in der Township Zwelitsha auf und besuchte dort die Hoërskool De Vos Malan. Er war das erste Familienmitglied, das Rugby spielte, und seine Mutter wollte ihn daher dazu überreden, zum Fußball zu wechseln. Er blieb aber seiner Liebe zum Rugby treu und spielte unter anderem in der Jugendmannschaft der Border Bulldogs. Im Rahmen eines Austauschprogrammes zwischen dem Verband South African Rugby Union und der British High Commission (eine diplomatische Vertretung, die einer Botschaft entspricht und in Ländern angesiedelt ist, die Mitglieder des Commonwealth of Nations sind) hatte er 2013 die Gelegenheit, an einer Vorbereitungsrunde der Saracens in England teilzunehmen. Das Programm hat das Ziel, aufgrund ihrer Herkunft benachteiligte Spieler zu fördern.

## Karriere
2013 begann er seine professionelle Karriere bei den Border Bulldogs, später wechselte er zu den Sharks, mit denen er 2017, 2018 und 2019 jeweils das Viertelfinale des Super Rugby erreichte. Seit 2020 ist er Kapitän der Sharks. 2019 wurde er zum ersten Mal in die Nationalmannschaft berufen und gewann mit ihr die Weltmeisterschaft. In das Team der Springboks wurde er für die WM 2023 zunächst nicht berufen, rückte aber während des Turniers für den verletzten Makazole Mapimpi nach und gewann seinen zweiten WM-Titel.

## Trivia
Wenn Am, Siya Kolisi und Makazole Mapimpi gemeinsam ein Spiel bei den Springboks bestreiten, dann beginnen sie diese Aufgabe mit einem Ritual: Sie singen zusammen in ihrer Muttersprache Xhosa ein traditionelles Gwijo-Lied.